# Javier Payeras
Javier Antonio Payeras (Città del Guatemala, 6 febbraio 1974) è un poeta, romanziere e saggista guatemalteco.
È di uno degli scrittori che emerse dopo la guerra civile guatemalteca, ed è parte della cosiddetta generazione del dopoguerra, che ha avuto come punto di confluenza la Editorial X. Dal 1998 si unì al movimento emergente chiamato Casa Bizarra, un progetto di giovani artisti della sua generazione. È stato coordinatore del Festival Octubreazul nel 2000, direttore della Fondazione di Arte Contemporanea Colloquia e di progetto Crea.

## Opere
- (...) y once relatos breves (narrativa, 2001)
- Soledad Brother (poesie, 2003)
- Ruido de fondo (fiction, 2003)
- Afuera (fiction, 2006)
- Lecturas Menores (recensioni e saggi letterari, 2008);
- Días amarillos (romanzo, 2009)
- Post-its de luz sucia (poesia, 2009)
- Limbo (romanzo, 2011)